# ۱۴ ربیع‌الاول
۱۴ ربیع‌الاول، چهاردهمین روز از ماه ربیع‌الاول در تقویم هجری قمری است.
در تقویم هجری قمری قراردادی این روز هفتاد و سومین روز سال است.

## درگذشت‌ها
- ۶۴ - یزید دومین خلیفه اموی
- ۶۸۳ - محمد بن سَوّار، صوفی و شاعر شامی.